# 1906년 헬싱키 은행강도사건

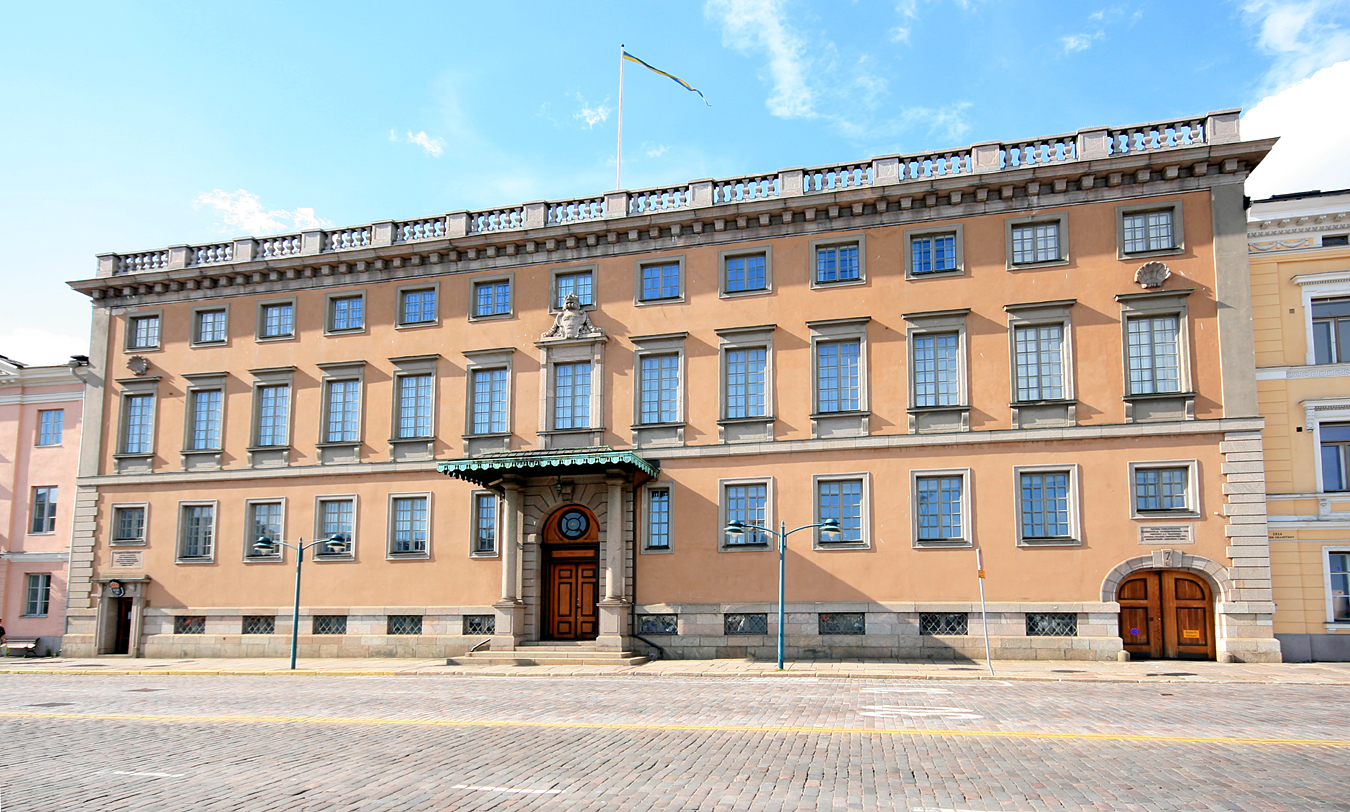
구 러시아 국가은행 헬싱키 지사 건물. 현재는 주핀란드 스웨덴 대사관 건물로 사용된다.

1906년 헬싱키 은행강도사건(1906 Helsinki bank robbery) 또는 러시아 국가은행 헬싱키 지사 강도사건(핀란드어: Venäjän valtionpankin Helsingin konttorin ryöstö 베내얜 발티온팡킨 헬싱긴 콘토린 뤼외스퇴[*])은 1906년 2월 26일 헬싱키 북해안로 7번지의 러시아 국가은행(오늘날의 러시아 중앙은행) 헬싱키 지사가 무장강도를 당한 사건이다. 범인들이 도피하는 과정에서 헬싱키, 케라바, 탐페레로 그 행적이 이어지며 5명이 죽고 7명이 부상을 입었다. 이 사건은 1905년 러시아 혁명으로 인한 사회 불안정의 결과였다. 범인은 15명의 라트비아계 볼셰비키들이었고, 그 우두머리는 야니스 초케였다. 카를 구스타프 콘라드 뉘만, 발테르 시외베르그, 알포 사일로 등 핀란드인 운동가들도 협력했다.

## 범행
범행은 1906년 2월 26일 오후에 벌어졌다. 볼셰비키 계열인 라트비아 사회민주노동자당 당원 15명이 러시아 국가은행 헬싱키 지사에 들이닥쳤다. 범인들은 저항하는 청원경찰을 죽이고 총 170,743 루블(2013년 물가로 미화 170만 달러에 상당)의 러시아 루블 및 핀란드 마르카를 털어갔다. 일당은 범행 이후 사방으로 흩어져 서로 다른 방향으로 헬싱키 탈출을 시도했다.
러시아 볼셰비키들이 활동 자금 마련의 일환으로 이 범행을 계획, 지시했다. 볼셰비키 간부 니콜라이 부레닌이 2월에 헬싱키에서 라트비아 볼셰비키들을 만나 은행강도를 하는 것에 동의를 받았다. 1906년 1월에 핀란드로 건너온 라트비아 볼셰비키들은 야니스 초케, 카를 초케, 구스타프 초케 형제들과 크리스티안스 트레이마니스(Kristiāns Treimanis), 페테리스 살린슈(Pēteris Saliņš), 그리고 여성인 에마 가일리테(Emma Gailīte) 등이 있었다.
범행 계획자인 부레닌은 페테르부르크의 부유한 상인의 아들로, 직업은 피아니스트였다. 부레닌은 1901년 페테르부르크에서 학교를 졸업한 뒤 혁명에 투신했다. 부레닌은 초케에게 자신은 탐페레에서 볼셰비키들을 위한 연주회를 하고 있을 것이니 강도를 하고 나면 탐페레에서 저녁에 접선하자고 지시했다.
볼셰비키 총지도자 블라디미르 레닌은 2월 초 헬싱키를 비밀리에 방문하여 블라디미르 스미르노프와 막심 고리키를 만났다. 아마 레닌도 이때 강도 계획을 알았을 것이다. 부레닌은 나중에 회고록에서 이 범행이 러시아 사회민주노동당 중앙위원회의 재가를 받아 이루어졌다고 주장했지만 그 신뢰성은 의문스럽다.

## 도주
범행 이후 카를 초케와 구스타프 초케, 크리스티안스 트레이마니스는 케라바행 열차표를 끊고 헬싱키를 빠져나갔다. 이들은 상황이 어찌 돌아가는지 정보를 수집하려고 케라바에서 내렸는데, 일당이 열차에서 내리자마자 미하일로프라는 헌병이 그들을 체포하려 했다. 카를 초케가 미하일로프를 쏘았고, 강도범 일당은 케라바 철도역에서 빠져나가 도망쳤다. 이들의 도주극은 알리케라바 마을에서 끝이 났다. 일당이 숨은 집을 경찰이 포위했고, 강도범 일당은 농성 끝에 항복했다.
주동자인 야니스 초케는 에마 가일리테, 페테리스 살린슈, 그리고 이름이 알려져 있지 않은 남자 또 한 명과 함께 탐페레행 열차를 타고 헬싱키를 빠져나갔다. 일당은 탐페레 지역 핀란드 사회민주당 당보인 《칸산 레흐티》 지 기자 비흐토리 코소넨을 만나러 갔다. 코소넨은 이 라트비아인들이 강도를 저질렀다거나 러시아인들과 연계가 되어 있는 것 등은 전혀 모르고 사이마에 거처를 마련해 주었다. 같은 날 야니스 초케는 니콜라이 부레닌과 접선하여 그에게 털어온 돈을 넘겼다. 부레닌은 약속했던 대로 탐페레에서 러시아 가수들과 함께 피아노 중창 연주회를 하고 있었다.
2월 28일, 다른 강도단원들에게 무슨 일이 있었는지 확인하기 위헤 에마 가일리테가 헬싱키로 돌아갔다. 가일리테는 초케에게 수집한 정보를 전보로 쳤다. 한편 코소넨은 초케 일행이 거액의 러시아 돈을 가지고 있는 것을 보고 이들이 자신에게 진실을 다 말하지 않았음을 눈치챘다. 살린슈가 러시아 돈을 핀란드 돈으로 환전해 달라 하자 코소넨은 경찰에 신고했다. 살린슈는 3월 1일 체포되었고, 《칸산 레흐티》 측에서 보석금을 내주었다.

## 주범 초케의 체포
한편, 일당이 거처를 잡은 사이마의 여인숙에서 방 청소를 하던 하인이 침대 밑에서 리볼버와 단검을 발견하고 경찰에 신고했다. 라트비아인들이 탐페레 시내를 방문중이던 3월 1일 정오 무렵, 경찰이 여인숙에 도착해 신고받은 흉기들을 발견했다. 경찰은 이들이 헬싱키의 강도범 일당과 동일인들이 아닌지 의심했고, 여인숙 측은 경찰에게 라트비아인들이 13시 05분 열차로 탐페레를 떠나 헬싱키로 가는 모양이라고 알렸다.
알프레드 발케비치(Alfred Balkewitsch) 형사경감, 밀란(Milan) 경사, 헤이키 윌래넨(Heikki Ylänen) 순경이 강도범 일당을 체포하기 위해 탐페레 철도역으로 갔다. 경찰은 오후 1시 정각경 헬싱키행 열차를 타려던 야니스 초케를 붙잡아 체포했다. 초케의 외투 주머니 안에 마우저 C96 권총이 한 정 들어 있었지만 그 외에 초케를 지키는 경호인력은 없었다. 초케는 헤메 가를 따라 걸으며 탐페레 시 공회당 뒤켠의 경찰서까지 끌려갔고, 이를 구경하는 군중들이 뒤따랐다. 작년의 혁명 와중에 경찰서가 시민들에게 장악되어 무기를 몽땅 빼앗겼고, 그 무기들은 모두 시 등기소에서 보관하고 있었기 때문에 이 때 경찰들은 초케에게서 빼앗은 권총 말고는 무기가 없었다.
경찰서 부지 내에 들어온 초케는 몸수색을 받다가 단검을 꺼내 경찰들을 급습했다. 윌래넨 순경은 방을 빠져나갔으나, 밀란 경사는 피하지 못하고 칼침을 맞았다. 초케는 뒤이어 브라우닝 권총으로 밀란을 쏘려 했으나 밀란도 겨우 빠져나가 마침 옆을 지나가던 소방관들에게 구조되었다. 초케는 경찰서 창문으로 몸을 내밀고 탐페레 장터광장에 모여있는 군중들에게 러시아어로 무어라 소리치더니 경찰들을 계속 쏘려고 했다. 초케는 창문을 깨다가 손을 다쳐 피를 흘리며 러시아어, 독일어, 에스토니아어가 섞인 말을 떠들어댔다.
초케가 창 밖으로 몸을 내밀고 계속 떠드는 도중, 발케비치 경감이 뒤에서 다가와 초케를 붙잡으려 했으나 눈치챈 초케가 단검으로 경감을 찔러 죽음에 이르게 했다. 경감이 절명하는 것과 동시에 순경 카를 요세프 그뢴펠트(Karl Josef Grönfelt)가 방으로 뛰어들어왔지만 초케가 그에게 총을 여러 발 쏘았다. 그뢴펠트 순경은 방을 탈출했으나 총상이 악화되어 그날 저녁 병원에서 사망했다
초케는 계속 거리의 군중들에게 소리를 질렀다. 유호 윌리넨(Juho Ylinen) 순경이 아까 초케에게서 압수한 마우저 권총으로 초케를 쏘려 했지만 초케가 윌리넨의 손을 쏘았고, 손을 다친 윌리넨은 총을 떨어뜨렸다. 군중들 가운데 《칸산 레흐티》지의 코소넨도 있었다. 코소넨은 초케에게 항복하라고 소리쳤지만 허사였다. 오후 내내 대치가 이어졌고, 초케는 끝까지 항복을 거부했다. 몇몇 군중들은 초케에게 동조하여, 소방관들이 물대포로 초케를 제압하려 하자 물호스를 파괴하려 들거나 소방관들을 조롱했다.
겔만(Gellman)이라는 구리장이가 초케를 잡겠다고 자원하고 나섰지만 초케가 먼저 그를 총으로 쏘았다. 카우파 가의 소화전에 연결한 물호스를 공회당 앞까지 끌고 오자 주민 K. V. 레흐티매키(KV Lehtimäki), 퇴역 부사관 J. W. 레흐토넨(JW Lehtonen), 제본업자 유호 아우구스트 에클룬드(Juho August Eklund)가 자원해 그 호스를 들고 진입했다. 이들은 간신히 초케가 숨어있는 방을 뚫고 들어가 물대포로 초케를 떨어뜨렸고, 곧이어 초케는 체포되었다. 하지만 끝까지 초케는 총을 쏘며 발악하여 에클룬드에게 부상을 입혔다. 상황은 5시 정각경 종료되었다. 경찰 두 명에 민간인 한 명이 죽었고, 경찰 세 명과 민간인 네 명이 부상을 입었다.
밤이 되자 초케 및 앞서 체포된 살린슈는 열차로 해멘린나로 옮겨졌다가 다시 헬싱키로 이송되었다.

## 후일담

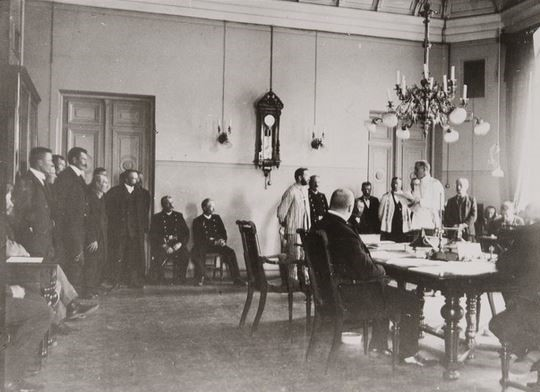
야니스 초케의 재판.

탐페레로 돌아온 가일리테는 다음날 경찰에 체포되었다. 이름이 알려지지 않은 남자 공범 한 명은 탈출하는 데 성공했다. 초케와 접선해 돈을 전달받은 부레닌은 미국에 홍보 여행을 떠나는 고리키의 비서로 가장해 고리키와 함께 미국으로 떠났고 이후 5년간 핀란드에 들어오지 않았다. 이 때 털린 돈 대부분은 아마 러시아 볼셰비키들에게 전달되었을 것이라 생각되지만, 일부는 핀란드에 남아 현지 공작금으로 쓰였을 가능성도 있다. 범인들이 체포될 때 소지하고 있던 35,623 핀란드 마르카 및 36,445 러시아 루블은 환수되었다.
모두 해서 라트비아인 강도범 다섯 명과 핀란드인 협조자 세 명이 체포되었다. 야니스 초케는 탐페레에서 3건의 살인에 대해 종신형 및 여러 건의 상해죄에 대해 19년형을 선고받았다. 초케는 1910년 6월 9일 카콜라에서 폐병으로 죽었다.